# Andamany
Andamany – archipelag leżący na Oceanie Indyjskim pomiędzy Zatoką Bengalską a Morzem Andamańskim. Wchodzi w skład indyjskiego terytorium związkowego Andamany i Nikobary.
Archipelag, długości 352 km i szerokości do 51 km, składa się z 576 wysp, z których 26 jest zamieszkanych. Od Nikobarów oddziela je Kanał Dziesiątego Stopnia. Andamany zajmują powierzchnię 6408 km² i zamieszkuje je 314 239 mieszkańców (2001). Stolicą i głównym ośrodkiem jest Port Blair.
Główna część archipelagu to Wielki Andaman. Jest to skupiona na obszarze długości 251 km grupa wysp, z których trzy największe to Andaman Północny, Andaman Środkowy i Andaman Południowy. Na wschód od niego grupa mniejszych wysp tworzy archipelag Ritchie, natomiast na południe leży czwarta duża wyspa archipelagu Mały Andaman, oddzielona pięćdziesięciokilometrową cieśniną Duncan, stanowiącą główny szlak morski przez wyspy. Najdalej na wschód wysuniętą wyspą archipelagu, oddaloną 135 km od Wielkiego Andamanu, jest wyspa Barren, będąca wierzchołkiem czynnego wulkanu. Geograficznie do archipelagu zaliczają się także Wyspy Kokosowe, terytorialnie należące do Mjanmy. Od indyjskich Andamanów oddziela je Cieśnina Kokosowa.
Andamany to wyspy górzyste, otoczone rafami koralowymi, pokryte gęstym lasem tropikalnym. Początkowo były zamieszkiwane przez Negrytów — negroidalne ludy tubylcze, których ostatni przedstawiciele, Andamanie, żyją w rezerwatach, niekiedy całkowicie izolowanych (Sentinel Północny — Sentinelczycy). Na wyspach znajdują się liczne instalacje wojskowe.
26 grudnia 2004 tsunami wywołane trzęsieniem ziemi o sile 9 stopni w skali Richtera poważnie zniszczyło archipelag.